# Tracy-sur-Mer
Pour les articles homonymes, voir Tracy.
Tracy-sur-Mer est une commune française, située dans le département du Calvados en région Normandie, peuplée de 348 habitants.

## Géographie
Tracy-sur-Mer est un village côtier du Calvados situé sur une côte rocheuse du littoral de la Manche. La commune appartient au Bessin et à la communauté de communes Bayeux Intercom. Elle se situe à 1,5 kilomètre d'Arromanches-les-Bains et 8 kilomètres de Bayeux.
| Manvieux        | Mer de la Manche      | Mer de la Manche      |
| Manvieux        | Tracy-sur-Mer         | Arromanches-les-Bains |
| Magny-en-Bessin | Magny-en-Bessin, Ryes | Ryes                  |

### Hydrographie
La commune est située dans le bassin Seine-Normandie. Elle est drainée par le Pisseau,.

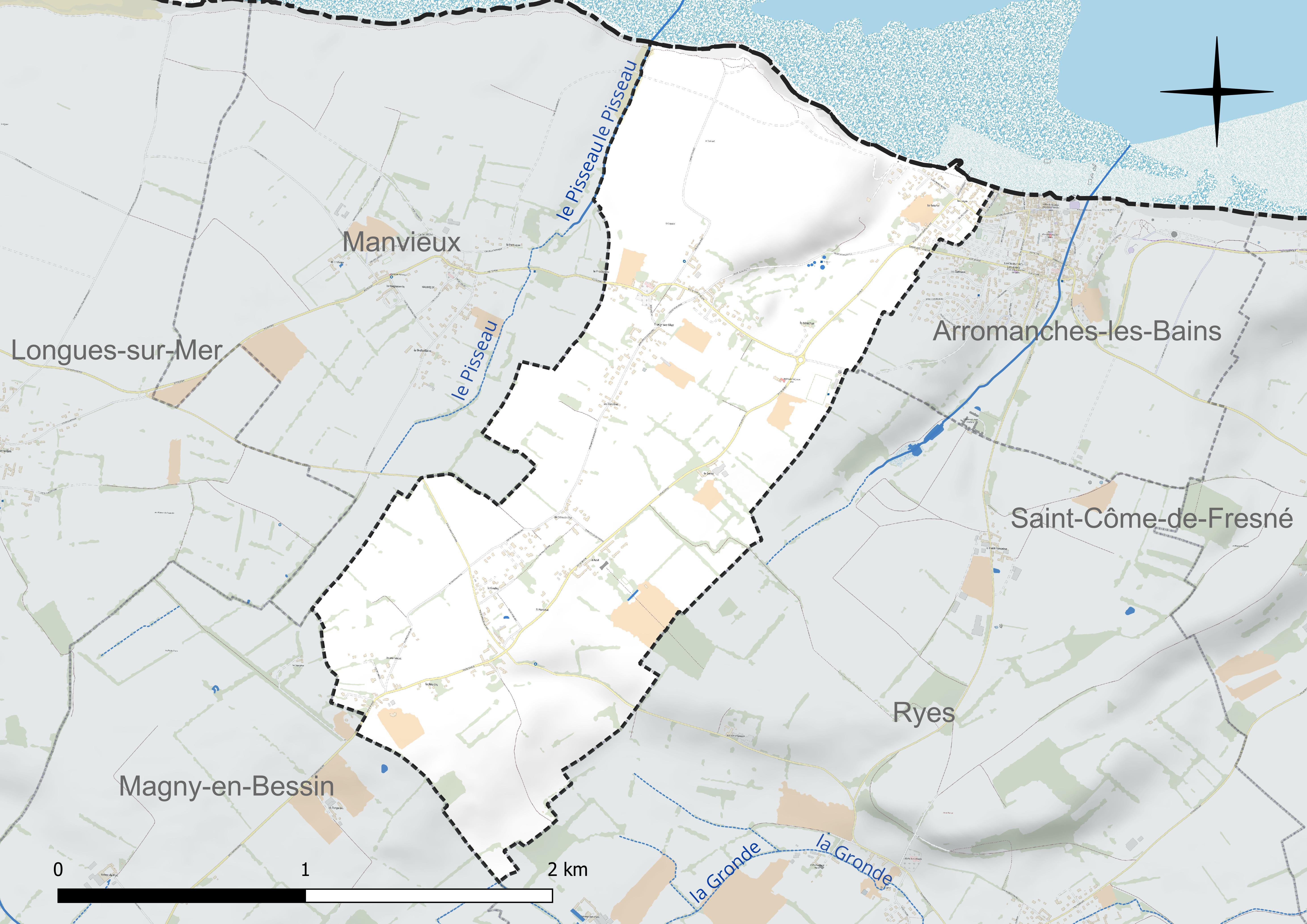
Réseau hydrographique de Tracy-sur-Mer.

### Climat
Pour des articles plus généraux, voir Climat de la Normandie et Climat du Calvados.
En 2010, le climat de la commune est de type climat océanique altéré, selon une étude du CNRS s'appuyant sur une série de données couvrant la période 1971-2000. En 2020, Météo-France publie une typologie des climats de la France métropolitaine dans laquelle la commune est exposée à un climat océanique et est dans la région climatique Normandie (Cotentin, Orne), caractérisée par une pluviométrie relativement élevée (850 mm/a) et un été frais (15,5 °C) et venté. Parallèlement le GIEC normand, un groupe régional d'experts sur le climat, différencie quant à lui, dans une étude de 2020, trois grands types de climats pour la région Normandie, nuancés à une échelle plus fine par les facteurs géographiques locaux. La commune est, selon ce zonage, exposée à un « climat des plateaux abrités », correspondant à la plaine agricole de Caen à Falaise, sous le vent des collines de Normandie et proche de la mer, se caractérisant par une pluviométrie et des contraintes thermiques modérées.
Pour la période 1971-2000, la température annuelle moyenne est de 11 °C, avec une amplitude thermique annuelle de 11,2 °C. Le cumul annuel moyen de précipitations est de 790 mm, avec 12,7 jours de précipitations en janvier et 7,7 jours en juillet. Pour la période 1991-2020, la température moyenne annuelle observée sur la station météorologique la plus proche, située sur la commune de Bernières-sur-Mer à 16 km à vol d'oiseau, est de 11,7 °C et le cumul annuel moyen de précipitations est de 695,0 mm,. Pour l'avenir, les paramètres climatiques de la commune estimés pour 2050 selon différents scénarios d'émission de gaz à effet de serre sont consultables sur un site dédié publié par Météo-France en novembre 2022.

## Urbanisme

### Typologie
Au 1er janvier 2024, Tracy-sur-Mer est catégorisée commune rurale à habitat dispersé, selon la nouvelle grille communale de densité à 7 niveaux définie par l'Insee en 2022.
Elle est située hors unité urbaine et hors attraction des villes,.
La commune, bordée par la baie de Seine, est également une commune littorale au sens de la loi du 3 janvier 1986, dite loi littoral. Des dispositions spécifiques d'urbanisme s'y appliquent dès lors afin de préserver les espaces naturels, les sites, les paysages et l'équilibre écologique du littoral, tel le principe d'inconstructibilité, en dehors des espaces urbanisés, sur la bande littorale des 100 mètres, ou plus si le plan local d'urbanisme le prévoit.

### Occupation des sols
L'occupation des sols de la commune, telle qu'elle ressort de la base de données européenne d'occupation biophysique des sols Corine Land Cover (CLC), est marquée par l'importance des territoires agricoles (95 % en 2018), une proportion identique à celle de 1990 (95 %). La répartition détaillée en 2018 est la suivante :
terres arables (47,9 %), zones agricoles hétérogènes (43,9 %), zones urbanisées (3,5 %), prairies (3,2 %), espaces ouverts, sans ou avec peu de végétation (1,4 %), zones humides côtières (0,1 %). L'évolution de l'occupation des sols de la commune et de ses infrastructures peut être observée sur les différentes représentations cartographiques du territoire : la carte de Cassini (XVIIIe siècle), la carte d'état-major (1820-1866) et les cartes ou photos aériennes de l'IGN pour la période actuelle (1950 à aujourd'hui).

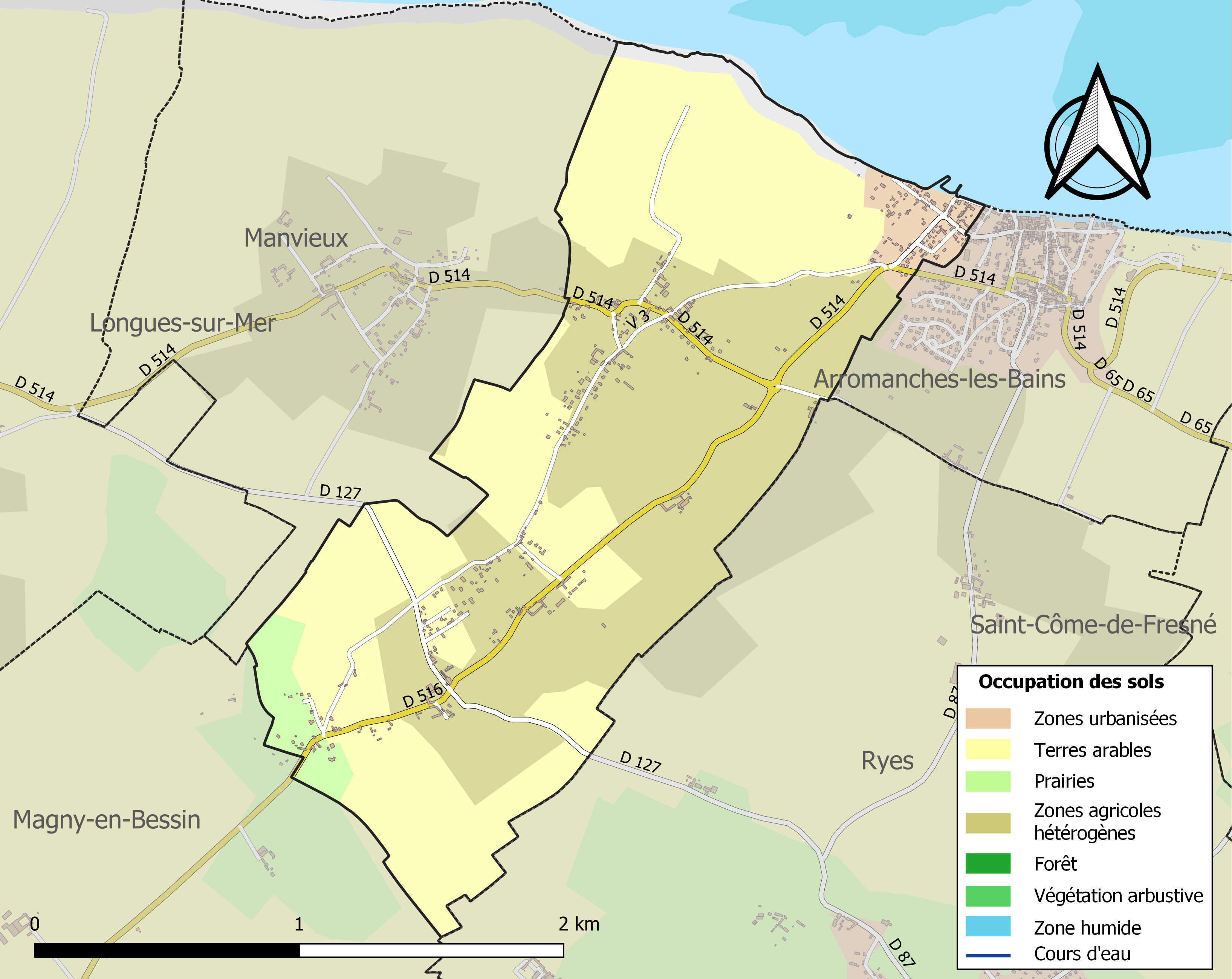
Carte des infrastructures et de l'occupation des sols de la commune en 2018 (CLC).

## Toponymie
Le nom de la localité est attesté sous les formes Traceum au XIIe siècle, Tracy en 1793, Tracy-sur-Mer depuis 1930.
Le toponyme Tracy serait issu d'un anthroponyme gaulois Draccius ou latin/roman Thracius.
Le gentilé est Tracyen.

## Histoire
L'existence de Tracy-sur-Mer remonte au moins au début du XIIIe siècle puisque son église est mentionnée en 1243 dans le cartulaire de l'église de Bayeux comme étant sous le patronage du chanoine de Cully. Il ne reste que peu de traces de cette époque dans l'église même. Quelques bâtiments de ferme remontent aux XVIe et XVIIe siècles. Mais l'essor du village semble s'être fait au XVIIIe dans les hameaux au sud du noyau entourant l'église puis au XIXe au hameau de la Brèche avec la construction de villas de bord de mer. La proximité de ce quartier avec Arromanches lui a valu des demandes d'annexion.
Le village était situé sur le flanc ouest de la 50e division d'infanterie britannique (Norvignetterian) lors du débarquement allié en Normandie, tout près d'Arromanches-les-Bains et dont le nom de code était « Gold Beach ».

## Politique et administration
| Période        | Période       | Identité                | Étiquette | Qualité                                                        |
| -------------- | ------------- | ----------------------- | --------- | -------------------------------------------------------------- |
| v.1850         | ?             | Moisson de Vaux         |           |                                                                |
| v.1875         | ?             | Eugène Jouvain          |           |                                                                |
| v.1892         | 1894          | Jean-Baptiste Carabeuse |           |                                                                |
| v.1913         | 1922          | Jean Moulin             |           |                                                                |
| 1925           | mars 1950     | Louis de Bourgoing      |           | Agriculteur                                                    |
| mars 1950      | février 2007  | Philippe de Bourgoing   | RI        | Agriculteur, sénateur et conseiller général, fils du précédent |
| avril 2007     | mars 2008     | Éric Le Gagneur         | SE        | Cadre Ifremer                                                  |
| mars 2008      | août 2013     | Michel de Floris        | SE        | Agent administratif                                            |
| septembre 2013 | novembre 2017 | Jean Bedez              | SE        | Retraité                                                       |
| novembre 2017  | En cours      | Christophe Breigeat     | SE        | Avocat                                                         |

Le conseil municipal est composé de onze membres dont le maire et deux adjoints.

## Démographie
L'évolution du nombre d'habitants est connue à travers les recensements de la population effectués dans la commune depuis 1793. Pour les communes de moins de 10 000 habitants, une enquête de recensement portant sur toute la population est réalisée tous les cinq ans, les populations de référence des années intermédiaires étant quant à elles estimées par interpolation ou extrapolation. Pour la commune, le premier recensement exhaustif entrant dans le cadre du nouveau dispositif a été réalisé en 2004.
En 2022, la commune comptait 348 habitants, en évolution de +2,96 % par rapport à 2016 (Calvados : +1,58 %, France hors Mayotte : +2,11 %).
Au premier recensement républicain, en 1793, Tracy comptait 540 habitants, population jamais atteinte depuis.
| 1793 | 1800 | 1806 | 1821 | 1831 | 1836 | 1841 | 1846 | 1851 |
| ---- | ---- | ---- | ---- | ---- | ---- | ---- | ---- | ---- |
| 540  | 398  | 500  | 485  | 430  | 483  | 440  | 465  | 459  |

| 1856 | 1861 | 1866 | 1872 | 1876 | 1881 | 1886 | 1891 | 1896 |
| ---- | ---- | ---- | ---- | ---- | ---- | ---- | ---- | ---- |
| 443  | 424  | 384  | 381  | 415  | 384  | 371  | 356  | 322  |

| 1901 | 1906 | 1911 | 1921 | 1926 | 1931 | 1936 | 1946 | 1954 |
| ---- | ---- | ---- | ---- | ---- | ---- | ---- | ---- | ---- |
| 318  | 306  | 279  | 279  | 191  | 197  | 197  | 226  | 229  |

| 1962 | 1968 | 1975 | 1982 | 1990 | 1999 | 2004 | 2006 | 2009 |
| ---- | ---- | ---- | ---- | ---- | ---- | ---- | ---- | ---- |
| 237  | 225  | 207  | 217  | 252  | 240  | 298  | 308  | 350  |

| 2014 | 2019 | 2022 | - | - | - | - | - | - |
| ---- | ---- | ---- | - | - | - | - | - | - |
| 347  | 346  | 348  | - | - | - | - | - | - |

## Culture locale et patrimoine

### Lieux et monuments
- Château de la Noë édifié au XVIIIe siècle, en grande partie inscrit au titre des monuments historiques depuis le 11 mai 1994. Le salon Frémiet est classé depuis le 20 octobre 1995[35].
- Église Saint-Martin dont l'existence remonte au XIIIe siècle mais largement reconstruite au XIXe. Le clocher date de 1957. Les vitraux du chœur, exécutés par Adeline Hébert Stevens, représentent des épisodes de la vie de saint Martin et en partie basse des scènes du débarquement allié de 1944.
- Le quartier de la Brèche tout près d'Arromanches avec ses villas balnéaires. Parmi elles, la Villa Saint-Joseph accueille à la Belle Epoque des « enfants délicats », auxquels, par son « grand confort », elle promet une « éducation idéale à la mer ». L'été, les participants aux colonies de vacances y remplacent les pensionnaires. La maison est la première des villages d'Arromanches et Tracy à disposer du téléphone.

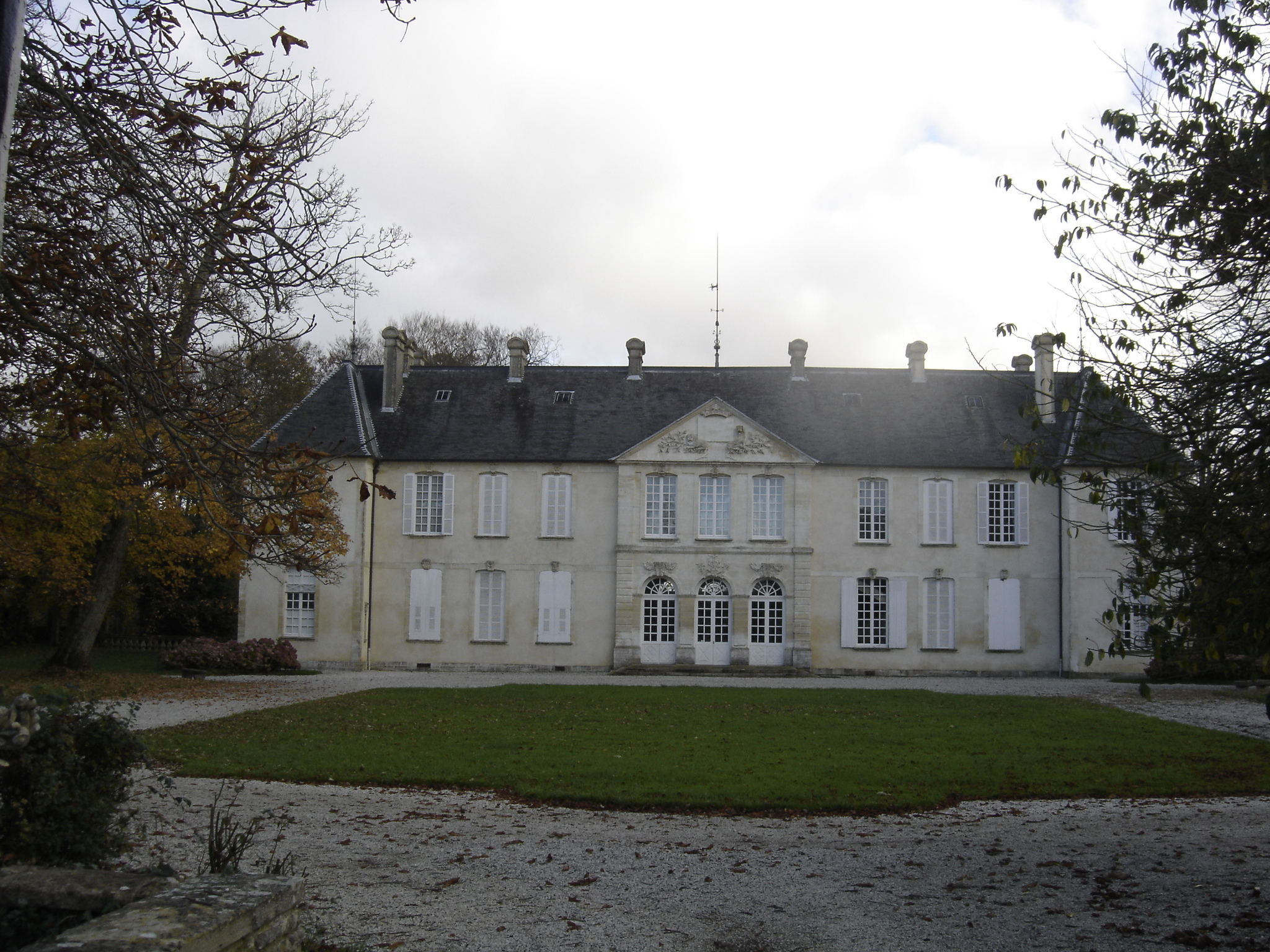
Le château de la Noë.
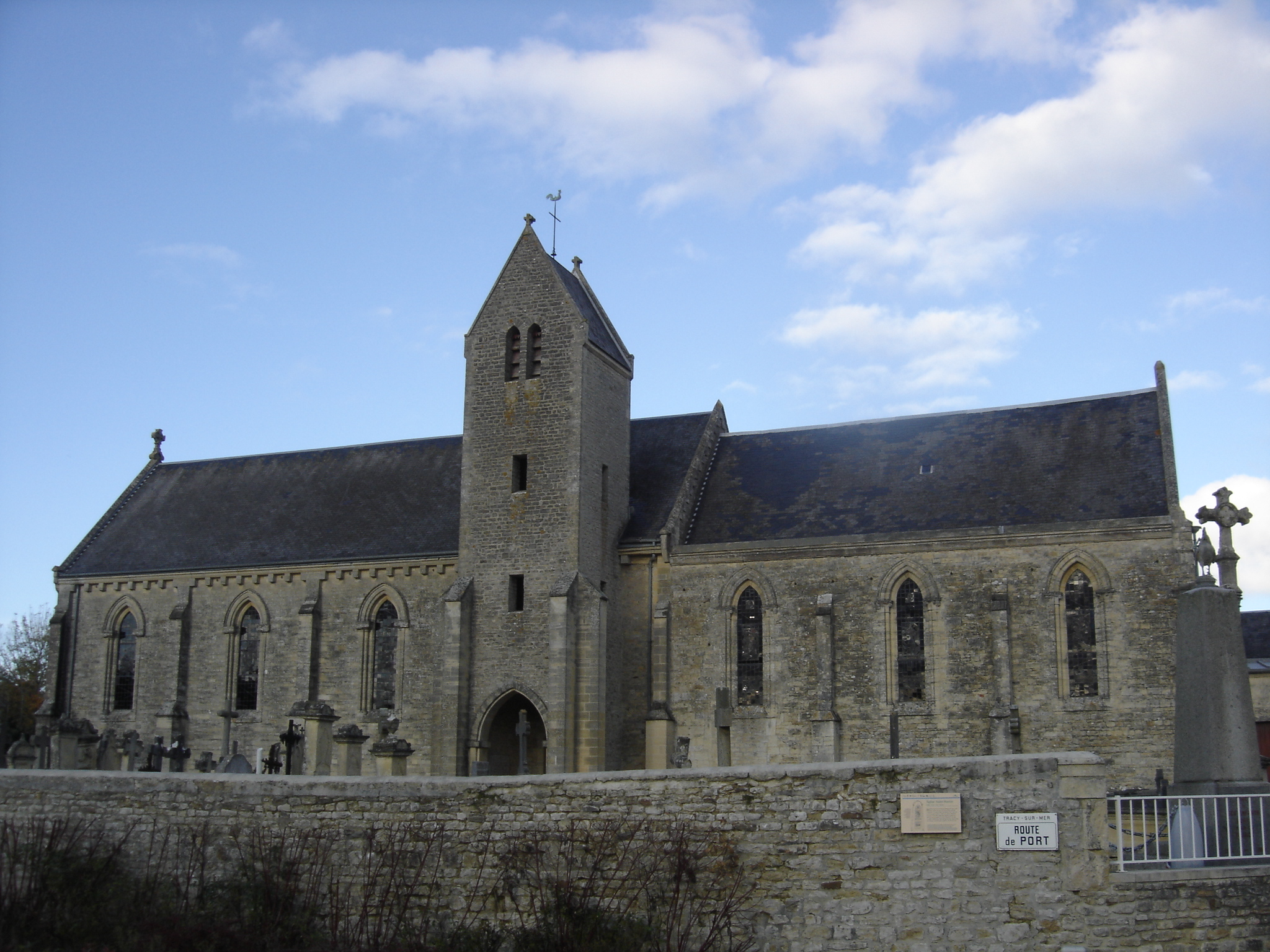
L'église Saint-Martin.
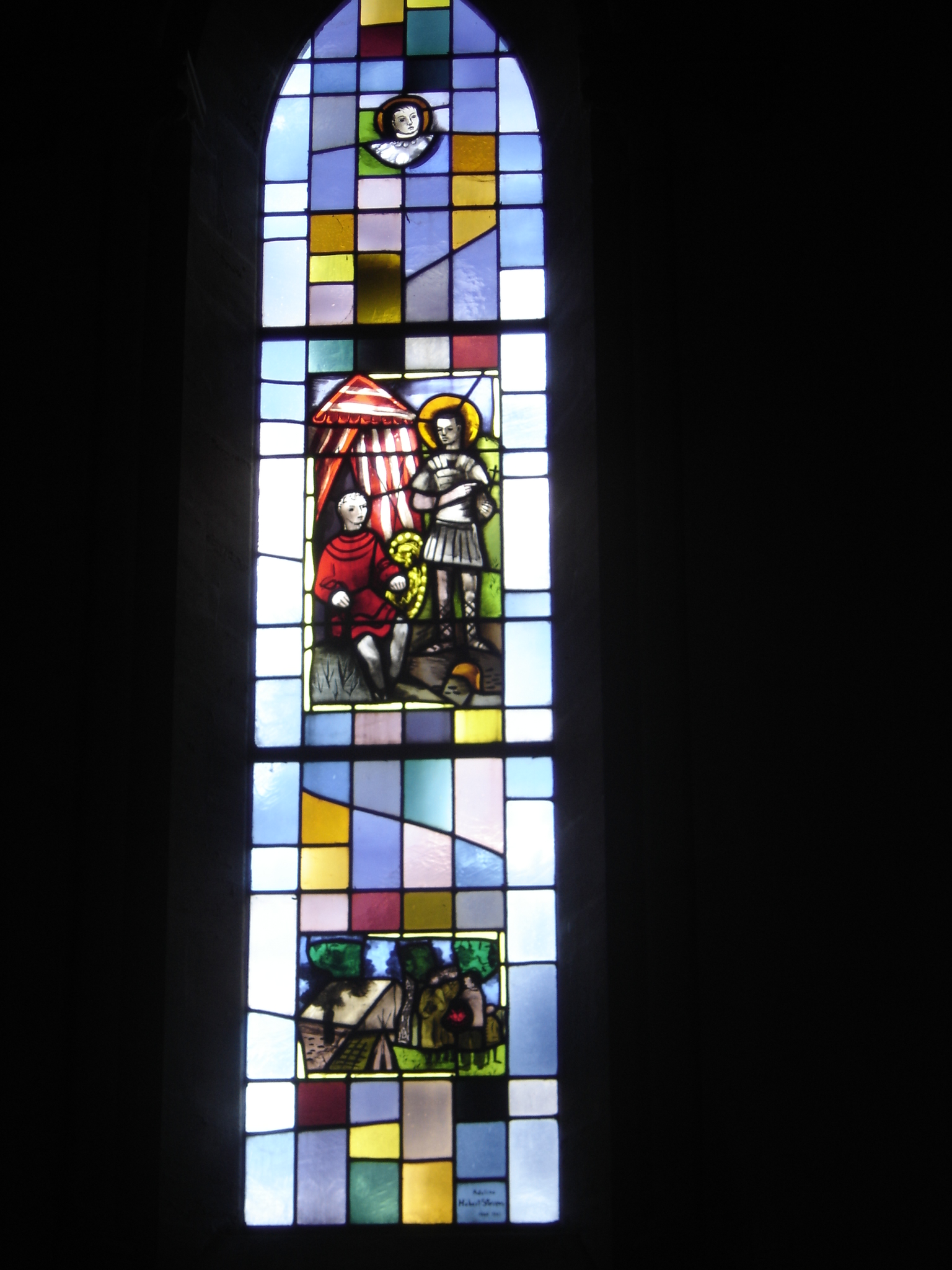
Un des vitraux de l'église Saint-Martin avec des scènes de la vie de saint Martin de Tours et, en bas, des villageois apportant des pommes aux soldats en 1944.
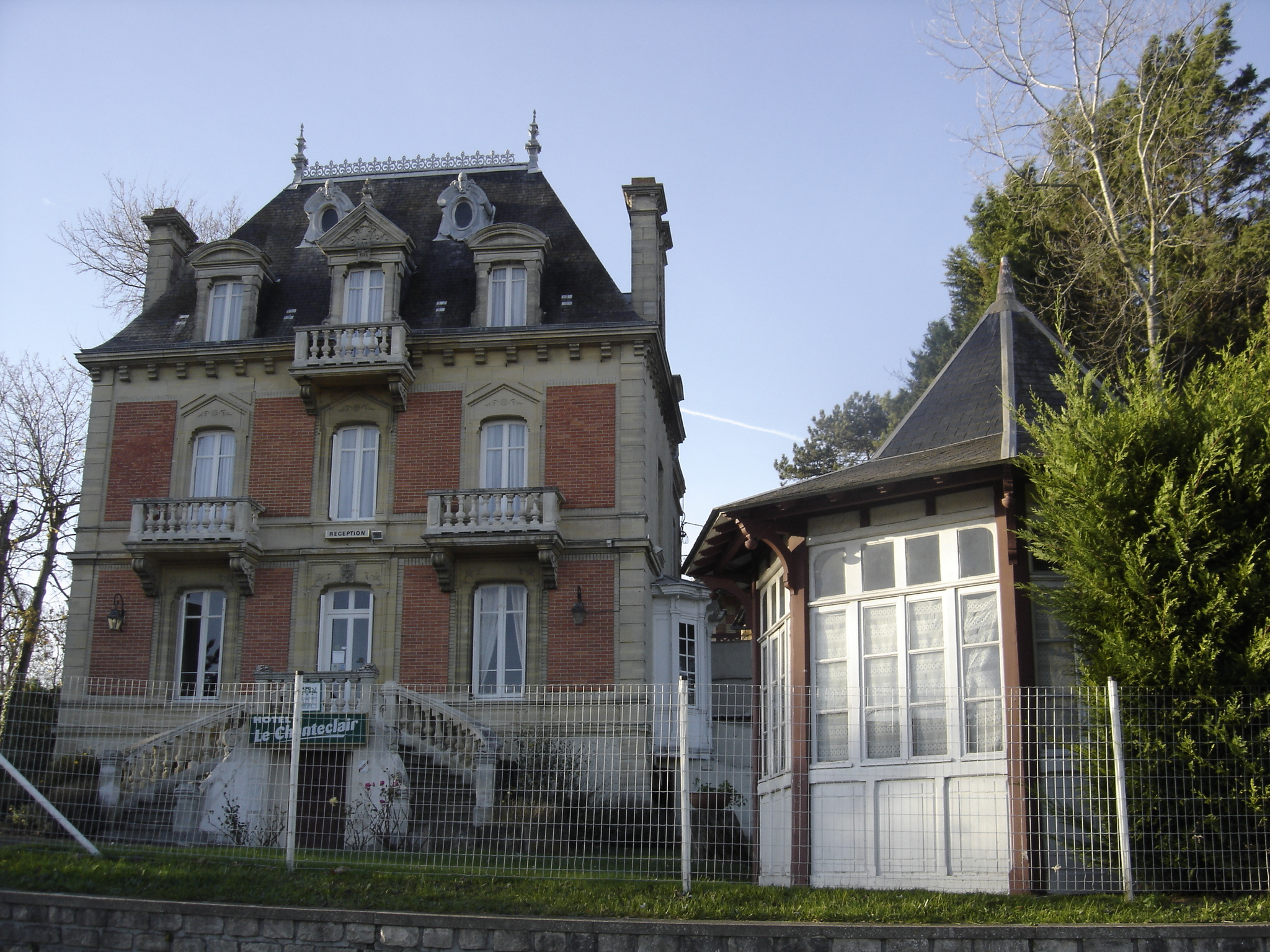
La villa du XIXe siècle et sa fabrique (conception) de jardins situé au lieu-dit la Brèche.

## Activité et manifestations
Durant l'été, la commune de Tracy-sur-Mer accueille le festival des Embruns de Musique, dont les concerts ont principalement lieu en l'église Saint-Martin, avec le soutien de l'Association de développement territorial local du Bessin.

## Personnalités liées à la commune
- Émile Chasles (1827-1908, à Tracy-sur-Mer), philologue, historien et écrivain y possède une résidence secondaire.
- Philippe de Bourgoing (1921-2007, à Tracy-sur-Mer), sénateur et maire de Tracy-sur-Mer de 1950 à 2007.

## Héraldique
| Blason de Tracy-sur-Mer | Blason  | D'azur à la falaise d'argent sommée de sinople, dominant des pontons d'argent, soutenue d'une épée et d'une crosse passées en sautoir, le tout du même, au chef d'argent chargé d'un léopard de gueules. |
| Blason de Tracy-sur-Mer | Détails | Le statut officiel du blason reste à déterminer. |